# Alexander von Humboldt (distrito)
O Distrito peruano de Alexander von Humboldt é um dos cinco distritos que formam a Província de Padre Abad, situada na Região de Ucayali.

## Transporte
O distrito de Alexander von Humboldt é servido pela seguinte rodovia:
- PE-5N, que liga o distrito de Chanchamayo (Região de Junín) à Ponte Integración (Fronteira Equador-Peru) - e a rodovia equatoriana E682 - no distrito de Namballe (Região de Cajamarca)
- UC-110, que liga o distrito  à cidade de Campoverde
- PE-18C, que liga o distrito à cidade de Callería[2][3][4]